# 克萊頓·海爾拉
克萊頓·海爾拉（1986年1月8日—）是一位馬耳他足球運動員。在場上的位置是中場或後衛。他現在效力於馬耳他足球超級聯賽球隊希伯尼安斯足球俱樂部。他也代表馬耳他國家足球隊參賽。